# Популярна механіка
«Популярна механіка» (англ. Popular Mechanics) — американський науково-популярний журнал, що видається з 1902 року англійською мовою. З 1958 року належить Hearst Communications. Містить новини науки і техніки: нові технології, наука, зброя, авіація, космос, автомобілі.
Загальний тираж журналу в США - 550 тис. примірників (2019).

## Історія
Перший номер вийшов 11 січня 1902 року. З першого випуску журнал містив великі ілюстрації на технологічні теми. Всі номери «Популярної Механіки», починаючи з 1905 року, можна прочитати в Google Books.
У 1915 році Popular Science застосувала повноколірні ілюстрації на обкладинці, і цей вигляд широко наслідували пізніші технологічні журнали.
З 1958 року власником журналу стала корпорація Hearst Corporation.
Журнал зберігав малий формат до 1975 року, коли його змінили на стандартний розмір обкладинки. 
Існувало дев'ять різних міжнародних видань, в тому числі російською (з 2002 по 2022 роки), французькою (з 1946) і японською (з середини 1980-х), також існувало південноафриканське видання. Деякі регіональні видання були закриті, наприклад, німецькою мовою журнал видавався з 1956 по 1962 роки, а іспанською — з 1947 по 2010 роки.
Російською мовою журнал випускало видавництво Independent Media Sanoma Magazines з 2002 року загальним тиражем до 200 000 примірників. Тематикою статей були історія, техніка (роботи, електроніка, комп'ютери, транспорт, нанотехнології, енергетика тощо), астрономія (космологія, космонавтика, планетологія тощо), фізика, хімія, біологія, зброя. У травні 2022 р. у зв'язку з припиненням ліцензії Hearst Communications російська версія журналу була перейменована в Techinsider.
Окремі статті написали відомі люди, зокрема Гульєльмо Марконі, Томас Едісон, Жюль Верн, Вінстон Черчилль та Базз Олдрін, а також деякі президенти США, включаючи Теодора Рузвельта та Рональда Рейгана. Починаючи з березня 1999 року комік і автомобільний експерт Джей Лено вів регулярну колонку «Гараж Джея Лено».